# 스포츠한국
스포츠한국은 대한민국 서울·수도권 전철역, 버스 정류장 등에서 무료로 배포되는 스포츠·엔터테인먼트 일간 신문이었다. 한국일보 구독자에게도 한국일보에 첨입 배포되었으며, 타 무료지와 달리 토요일에도 발행되었다. 현재 종이신문은 폐간되고 한국미디어네트워크에 인수되어 인터넷신문으로 발행되고 있다.

## 참조
1. ↑  인터넷 편집국[깨진 링크(과거 내용 찾기)]